# 卡拉哈斯機場
卡拉哈斯機場（葡萄牙語：Aeroporto de Carajás） 是一座位於巴西帕勞阿佩巴斯市卡拉哈斯礦場外圍的機場，目前營運公司為國營的巴西機場基建公司（Infraero）。

## 歷史
機場是由淡水河谷公司於1982年8月23日擇定在距帕勞阿佩巴斯市中心18公里處設立，主要為提供帕勞阿佩巴斯市對外交通及支援卡拉哈斯礦場作業。1985年由國營的巴西機場基建公司負責營運。

## 航空公司與目的地
目前卡拉哈斯機場只有開航國內線定期航班，如下表所示
| 航空公司     | 目的地                                       |
| ------------ | -------------------------------------------- |
| 藍色巴西航空 | 阿拉瓜伊納、贝伦、馬拉巴、聖路易斯、圖庫魯伊 |
| 高爾航空     | 、里約熱內盧                                 |

## 飛安事故
- 1987年9月8日，巴西空軍所屬英國航太BAe125（英语：BritishAerospace125）噴射客機（國籍標誌及登記號碼：FAB-2129）在起飛時墜毀，機上載有3名機組員及6名乘客全數罹難[4]。
- 1997年2月14日，巴西航空所屬Boeing 737-241（國籍標誌及登記號碼：PP-CJO）執飛由馬拉巴機場（英语：Marabá Airport）至卡拉哈斯機場的定期航班，在降落時遭遇雷雨天氣右側主起落架斷裂並向後擊中機翼導致飛機向右偏移出跑道，1名機組員死亡[5]。

## 外部連結
- 世界航空数据库中的SBCJ机场数据，数据截止日期：2006年10月。來源：DAFIF.
- 在大圆制图人（Great Circle Mapper）上的SBCJ机场信息 （来源：DAFIF 2006年10月生效）.
- NOAA/NWS上SBCJ机场的即時天氣
- 巴西帕拉州區域民用航空站地圖